# یورگن کروث
یورگن کروث (انگلیسی: Jörgen Kruth؛ زادهٔ ۸ مهٔ ۱۹۷۴) بوکسور، ورزشکار هنرهای رزمی ترکیبی و جودوکار اهل سوئد است. وی بین سال‌های ۱۹۸۷ تا ۲۰۱۲ میلادی فعالیت می‌کرد.